# Buenos Aires FC
Buenos Aires Football Club – argentyński klub piłkarski z siedzibą w Buenos Aires.
Klub Buenos Aires założony został w czwartek 9 maja 1867 roku przy ulicy Temple Street, zwanej dziś Viamonte. Założyciele klubu byli pracownikami kolejowymi pochodzącymi z północnej Anglii. Klub wziął udział w pierwszych w dziejach mistrzostwach Argentyny w 1891 roku, gdzie zajął ostatnie, 5. miejsce.